# Berner Jura

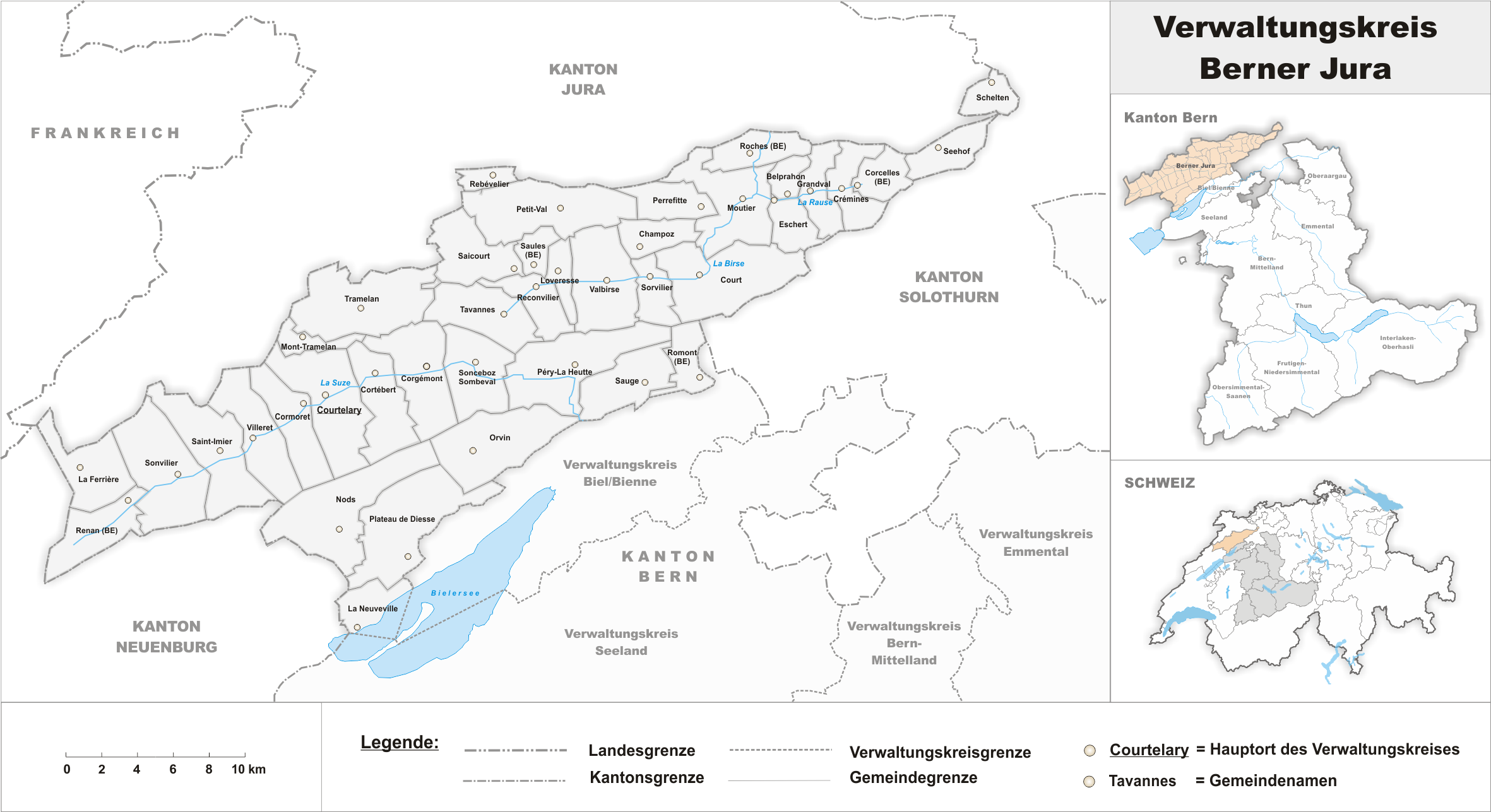
Gemeinden des Berner Jura im Verwaltungskreis Berner Jura im Kanton Bern

Faltenjura zwischen Biel und St-Imier

Der Berner Jura (französisch Jura bernois), seit November 2022 auch Grand Chasseral genannt, ist ein französischsprachiger Teil des Kantons Bern mit 53'628 Einwohnern. Traditioneller Hauptort ist Moutier, der Sitz des Regierungsstatthalters befindet sich in Courtelary. Geologisch gehört der Berner Jura zum Faltenjura. Anhänger einer Vereinigung des Berner Juras mit dem Kanton Jura (z. B. der Parti socialiste autonome du Sud du Jura) bezeichnen den Berner Jura als Südjura.

## Geschichte
Nach der Loslösung des Kantons Jura vom Kanton Bern im Jahr 1979 bestand der Berner Jura noch aus den Amtsbezirken Courtelary, Moutier und La Neuveville. Im Zuge der kantonalen Reform der dezentralen Verwaltung wurden die drei Bezirke per 1. Januar 2010 zum Verwaltungskreis Berner Jura zusammengefasst. Dieser ist deckungsgleich mit der gleichnamigen Verwaltungsregion.
Es besteht eine Bewegung für den Anschluss an den Kanton Jura, die aber in den Juraplebisziten unterlag. Die kleine Gemeinde Vellerat allerdings, die nach der Abspaltung des Kantons Jura zur Grenzgemeinde geworden war, konnte nach einer gesamtschweizerischen Volksabstimmung 1996 zum Kanton Jura wechseln. Auch in einer weiteren regionalen Abstimmung am 24. November 2013 entschied sich der Berner Jura mit 71,8 Prozent gegen den Zusammenschluss mit dem Kanton Jura.
Seit 2006 verfügt der Berner Jura über ein regionales Parlament, den Conseil du Jura bernois. Am 28. März 2021 sprach sich eine Mehrheit von 55 Prozent der Bewohner der Gemeinde Moutier für einen Wechsel in den Kanton Jura aus.
Im November 2022 benannte die 2019 gegründete Fondation pour le rayonnement du Jura bernois den Berner Jura in Grand Chasseral um mit der Begründung, dass «die Marke ‹Grand Chasseral› als erstes Kommunikationsinstrument im Dienste der Ausstrahlung des Berner Jura und seiner verschiedenen Akteure transversal» sei und «der regionalen Attraktivität durch einen integrativen Ansatz» diene. Die Umbenennung sollte dazu dienen, dass das Wort «Jura» in der Bezeichnung der Region im Volksmund nicht mehr vorkommt, um den Jura-Konflikt zu entschärfen, um auf die Abstimmung der Gemeinde Moutier zu reagieren und um die Region wirtschaftlich neu zu positionieren.

## Regierungsrat des Kantons Bern
Der Berner Jura hatte ab 1950 zwei Sitze und hat seit 1978 einen garantierten Sitz im Regierungsrat des Kantons Bern. Sie wurden bisher eingenommen von:
- 1938–1954: Georges Moeckli (SP)
- 1948–1966: Virgile Moine (FDP)
- 1954–1978: Henri Huber (SP)
- 1966–1978: Simon Kohler (FDP)
- 1978–1986: Henri-Louis Favre (FDP)
- 1978–1984: Henri Sommer (SP)
- 1986–1990: Benjamin Hofstetter (Freie Liste)
- 1990–2006: Mario Annoni (FDP)
- 2006–2016: Philippe Perrenoud (SP)
- seit 2016: Pierre Alain Schnegg (SVP)

## Sprachen
Der Berner Jura umfasst ausnahmslos alle Gemeinden des Kantons Bern, die mehrheitlich französischsprachig sind, daneben auch einige mehrheitlich deutschsprachige Gemeinden. In den drei kleinen Gemeinden Seehof, Schelten und Mont-Tramelan (Bergtramlingen) überwiegt die deutsche Sprache mit einem Sprecheranteil von über 70 Prozent gegenüber dem Französischen klar. Eine Zweidrittelmehrheit der Deutschsprachigen gibt es in der ehemaligen Gemeinde Châtelat (seit 2015 Teil der Gemeinde Petit-Val) und der Gemeinde Rebévelier. Grössere deutschsprachige Minderheiten gibt es auch in Romont (Rothmund) und Prêles (Prägelz). In diesen beiden Gemeinden existieren sprachliche Minderheiten von 30 bis über 40 Prozent.